# Gonzalagunia pauciflora
Gonzalagunia pauciflora är en måreväxtart som beskrevs av B.Ståhl. Gonzalagunia pauciflora ingår i släktet Gonzalagunia och familjen måreväxter. IUCN kategoriserar arten globalt som sårbar.
Artens utbredningsområde är Ecuador. Inga underarter finns listade i Catalogue of Life.